# Au (entreprise)
Pour les articles homonymes, voir AU.
au est un opérateur mobile, filiale de KDDI, qui détenait, en avril 2007, 28,2 % du marché japonais de la téléphonie mobile.
Ses services de téléphonie mobile utilisaient les normes CDMA (2G) et CDMA 2000 (3G) puis la norme 4G LTE.